# Línia 3 (Rodalies València)
La línia 3 és una de les sis línies de rodalia al País Valencià.

## Història
En 31 de juliol de 1883 sortia de l'Estació del Nord de València el primer tren amb destinació a Bunyol en una línia fèrria que havien finançat la banca regional i un grup d'empresaris per connectar amb tren els municipis d'aquesta comarca de l'interior amb la capital. Entretant es seguia perforant la Serra de Malacara amb desenes de túnels per estendre l'estesa fèrria per Requena, Utiel i Camporrobles fins que el 1885 es va posar en funcionament el ferrocarril Madrid-Conca-València complet.
A causa de les obres perquè l'alta velocitat arribi a la ciutat de València, el 2008 es va suspendre la circulació de trens entre València-Nord i València-Sant Isidre. Per això provisionalment l'Estació de Sant Isidre va ser començament de les línies C-3 i C-4.
L'any 2016 es recupera la circulació de trens entre València-Nord i València-Sant Isidre

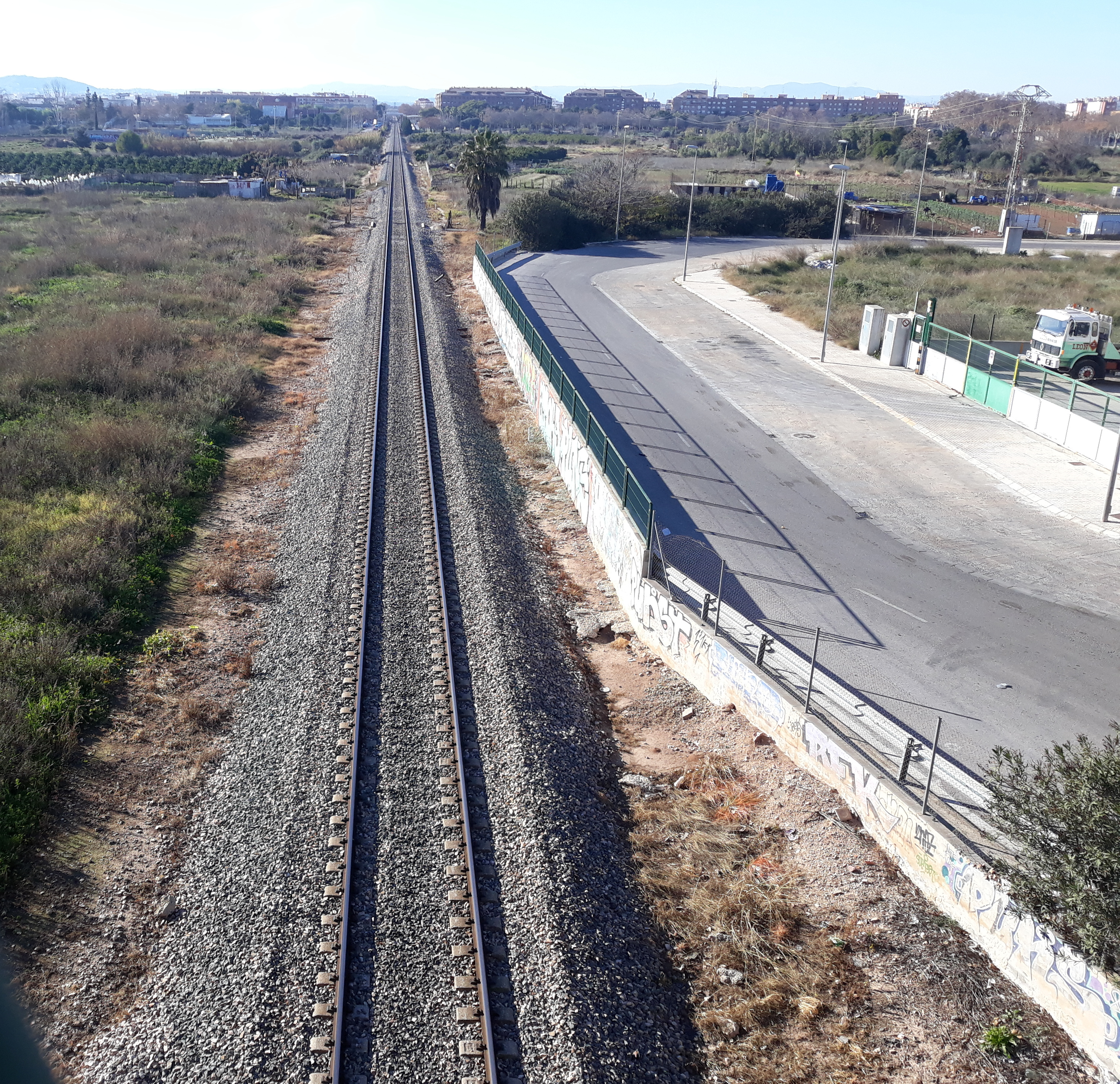
La línia C-3 al seu pas per Aldaia. Al fons a la dreta Aldaia, a l'esquerra Alaquàs.

L'any 2017 es va anunciar que amb el Pla de Rodalies promet la línia C-3 es desdoblaria abans de 2025.
En 2022 es va tancar la connexió amb Conca des d'Utiel per la clausura de la línia i la seva transformació en dues vies verdes: una per al tramo Tarancón-Conca, i un altre per Conca-Utiel.

### Gota freda de 2024
El 29 d'octubre de 2024 les greus inundacions esdevingudes a València van arrasar la línia en quasi tot el seu recorregut, paral·lel a la Rambla de Poio. 90 quilòmetres d'infraestructura foren pràcticament destruïts, exigint una reconstrucció sencera.
El trajecte fins a Aldaia es va recuperar el 12 de desembre de 2024, però la recuperació de la resta de la línia està prevista per a finals de 2025 per al tram Aldaia-Bunyol, i 2026 per al tram Bunyol-Utiel. Tanmateix, la reconstrucció de la línia també comportarà la seua electrificació entre València i Bunyol.